# Hovtun
Hovtun (en arménien Հովտուն) est une communauté rurale du marz de Shirak en Arménie. En 2008, elle compte 190 habitants.